# NZ Волопаса
NZ Волопаса (лат. NZ Boötis) — карликовая новая*', двойная катаклизмическая переменная звезда типа SU Большой Медведицы (UGSU), затменная переменная звезда (E) в созвездии Волопаса на расстоянии приблизительно 609 световых лет (около 187 парсеков) от Солнца. Видимая звёздная величина звезды — от +19,6m до +13,7m. Орбитальный период — около 0,05891 суток (1,4138 часа).

## Характеристики
Первый компонент — аккрецирующий белый карлик спектрального класса pec(UG). Масса — около 0,709 солнечной.
Второй компонент — красный карлик спектрального класса M. Масса — около 0,0782 солнечной, радиус — около 0,124 солнечного.